# Primula minutissima
Primula minutissima là một loài thực vật có hoa trong họ Anh thảo. Loài này được Jacquem. ex Duby miêu tả khoa học đầu tiên năm 1844.